# Scapania esterhuyseniae
Scapania esterhuyseniae là một loài rêu trong họ Scapaniaceae. Loài này được S.W. Arnell mô tả khoa học đầu tiên năm 1957.